# Evergreen Line
De Evergreen Line is de uitbreiding van de SkyTrain in de omgeving van de Canadese stad Vancouver. De bouw is in 2010 van start gaan en in 2016 voltooid.

## Traject
De Evergreen Line is 10,9 kilometer lang worden en begint bij het al bestaande station Lougheed Town Centre Station, waar  overgestapt kan worden op de Millennium Line. Het eindstation is station Coquitlam City Hall-Douglas College en onderweg worden  er twee stations gedeeld met de West Coast Express, namelijk Port Moody Station en Coquitlam Central Station. De reistijd is rond de 15 minuten.
De lijn wordt geëxploiteerd door TransLink en maakt gebruik van een lineaire inductiemotor, waardoor de (huidige) treinstellen van de Expo Line en de Millennium Line gebruikt kunnen worden.